# Fleurieu-sur-Saône
Fleurieu-sur-Saône là một xã thuộc tỉnh Rhône trong vùng Rhône-Alpes phía đông nước Pháp. Xã này nằm ở khu vực có độ cao trung bình 165 mét trên mực nước biển.